# Blake Baxter
Blake Baxter (né en 1963 à Détroit) est un producteur américain de musique électronique, établi à Berlin.

## Biographie
Baxter est né à Détroit, dans le Michigan, aux États-Unis, et commence à mixer des disques au milieu des années 1980. Certains de ses premiers disques sont enregistrés à Chicago sur le label DJ International, puis remixés et publiés à Détroit sur le label KMS Records, également à Détroit. À la fin des années 1980 et au début des années 1990, il publie de la musique sur le label Underground Resistance, notamment un EP en vinyle de 12 pouces intitulé The Prince of Techno. Plusieurs de ses productions ont également figuré sur la compilation Techno! The New Dance Sound of Detroit. Vers 1989-1992, il sort trois disques de 12 pouces sur Incognito Records.

## Style musical
La musique de Blake Baxter se situe entre la techno de Détroit et des morceaux plus house. L'aspect souvent sensuel voire érotique de certains de ses morceaux puise son influence auprès de musiciens dont l’œuvre se distingue aussi par son côté sexuel, tels Barry White ou Prince, tandis qu'il s'inspire de Funkadelic ou Parliament concernant l'utilisation de machines.
Le magazine Tsugi estime que c'est « sûrement le plus sous-estimé de tous les producteurs de la première génération de Détroit, en dépit d’une production discographique foisonnante depuis plus de vingt-cinq ans », rejoignant ainsi l'avis de John Bush dans le All Music Guide To Electronica.

## Discographie partielle

### Albums studio
- 1992 : The Project (Tresor, avec Eddie Fowlkes et Moritz von Oswald)
- 1995 : The Vault (Disko B)
- 1997 : The H-Factor (Disko B)
- 1998 : Dream Sequence (Tresor)
- 2001 : Dream Sequence 3: The Collective (Tresor)

### EP
- 1987 : When We Used To Play (KMS)
- 1991 : The Prince Of Techno (Underground Resistance)